# Клепаче (Сім'ятицький повіт)
Клепаче (пол. Klepacze) — село в Польщі, у гміні Дорогичин Сім'ятицького повіту Підляського воєводства.
Населення — 82 особи (2011).
У 1975-1998 роках село належало до Білостоцького воєводства.

## Демографія
Демографічна структура станом на 31 березня 2011 року:
|          | Загалом | Допрацездатний вік | Працездатний вік | Постпрацездатний вік |
| -------- | ------- | ------------------ | ---------------- | -------------------- |
| Чоловіки | 44      | 10                 | 24               | 10                   |
| Жінки    | 38      | 6                  | 18               | 14                   |
| Разом    | 82      | 16                 | 42               | 24                   |